# عشيبية لولبية حديثة برتقالية
عشيبية لولبية حديثة برتقالية (الاسم العلمي: Herbaspirillum aurantiacum) هي نوع من البكتيريا، سلبية الغرام، تتبع العشبية حليزنية.